# 市原市立南総中学校
市原市立南総中学校（いちはらしりつ なんそうちゅうがっこう）は、千葉県市原市安久谷にある公立中学校。文部科学省の学校コードはC112210002173、旧学校調査番号は123911で、教育開発出版の所属中学校コードは120188。通称は南中（なんちゅう）。

## 概要
市原市中部の南総地区に位置する。市原市合併前の旧南総町から引き継いだ4校を併合して開校した新設校である。1983年には市原市立三和中学校と共に通学区域の一部を市原市立双葉中学校に分離している。

## 沿革

### 概歴
市原市立牛久中学校、市原市立戸田中学校、市原市立平三中学校、市原市立鶴舞中学校の4校を合併する形で1971年に開校した。1983年には一部区域において住宅開発が進んだため、当該区域を市原市立双葉中学校として分離している。

### 沿革
- 1971年（昭和46年）4月1日 - 市原市立南総中学校開校。
- 1983年（昭和58年）4月1日 - 市原市立双葉中学校を分離。

## 校則

### 校歌
- 作詞：
- 作曲：寺内昭（千葉大学名誉教授）[4]

## 施設

### 敷地
敷地の詳細は以下の通りである。
- 所在地：〒290-0509　千葉県市原市安久谷140番地
- 所有者：市原市
- 用途区域：なし
- 敷地面積：46,673m2
- 指定建蔽率：60%
- 指定容積率：100%
- 取得価格：1,203,695,000円

### 建物
敷地内の建物は以下の通りである。
| 棟番号 | 棟名称         | 建物用途       | 構造 | 階数        | 延床面積   | 建築年 | 耐震情報 |
| ------ | -------------- | -------------- | ---- | ----------- | ---------- | ------ | -------- |
| 001    | 校舎-1・2      | 校舎・園舎     | RC造 | 地上3階建て | 3,170.00m2 | 1973年 | IS値0.73 |
| 002    | 校舎-3         | 校舎・園舎     | RC造 | 地上3階建て | 1,629.00m2 | 1973年 | IS値0.71 |
| 003    | 体育館         | 体育館         | RC造 | 地上2階建て | 1,076.00m2 | 1974年 | IS値1.26 |
| 004    | 校舎-4         | 校舎・園舎     | RC造 | 地上3階建て | 707.00m2   | 1980年 | IS値0.99 |
| 005    | 武道場         | 体育館         | S造  | 地上1階建て | 673.00m2   | 1986年 | -        |
| 006    | 校舎-5         | 校舎・園舎     | RC造 | 地上1階建て | 264.00m2   | 1973年 | IS値0.96 |
| 007    | 渡り廊下       | 校舎・園舎     | RC造 | 地上3階建て | 143.00m2   | 1973年 | IS値0.71 |
| 008    | 倉庫・物置     | 倉庫・物置     | S造  | 地上1階建て | 76.00m2    | 1976年 | -        |
| 009    | 脱衣室・更衣室 | 脱衣室・更衣室 | 木造 | 地上1階建て | 62.00m2    | 1989年 | -        |
| 010    | 脱衣室・更衣室 | 脱衣室・更衣室 | RC造 | 地上1階建て | 48.00m2    | 2004年 | 新耐震   |
| 011    | 倉庫・物置     | 倉庫・物置     | S造  | 地上1階建て | 28.00m2    | 1996年 | -        |
| 012    | 倉庫・物置     | 倉庫・物置     | S造  | 地上1階建て | 28.00m2    | 1996年 | -        |
| 013    | 校舎・園舎     | 校舎・園舎     | 木造 | 地上1階建て | 27.00m2    | 1973年 | -        |
| 014    | 配電室・電気室 | 配電室・電気室 | S造  | 地上1階建て | 22.00m2    | 1984年 | -        |
| 015    | 倉庫・物置     | 倉庫・物置     | RC造 | 地上1階建て | 20.00m2    | 2005年 | 新耐震   |
| 016    | ボイラー室     | ボイラー室     | S造  | 地上1階建て | 9.00m2     | 1973年 | -        |

#### その他
- テニスコート（クレー3面）
- 屋外バドミントンコート（クレー2面）
- プール
- ビオトープ

## 諸活動

### 部活動
存在する部活動は以下の通りである。
運動系
- 野球部
- サッカー部
- 男子バドミントン部
- 女子バドミントン部
- 男子テニス部
- 女子テニス部
- 男子バスケットボール部
- 女子バスケットボール部
- 女子バレーボール部

文化系
- 吹奏楽部
- 総合文化部

## 通学区域
以下の町丁字とその区域を通学域として指定している。
- 南岩崎の全域
- 寺谷の全域
- 栢橋の全域
- 宿の全域
- 島田の全域
- 堀越の全域
- 市場の全域
- 原田の全域
- 石川の全域
- 江子田の全域
- 安久谷の全域
- 米沢の全域
- 真ケ谷の全域
- 奥野の全域
- 鶴舞の全域
- 佐是の全域
- 妙香の全域
- 奉免の全域
- 牛久の全域
- 皆吉の全域
- 金沢の全域
- 大蔵の全域
- 岩の全域
- 藪の全域
- 中の全域
- 下矢田の全域
- 水沢の全域
- 矢田の全域
- 池和田の全域
- 田尾の全域
- 山小川の全域
- 平蔵の全域
- 米原の全域
- 小草畑の全域
- 西国吉の全域
- 上高根の一部

## 通学区域内施設
- 市原市役所南総支所
- 市原市立南総公民館

## 小学校区
- 市原市立牛久小学校（旧市原市立内田小学校区含む）
- 市原市立鶴舞小学校
- 市原市立寺谷小学校

## 隣接中学校区
- 市原市立双葉中学校
- 市原市立三和中学校
- 市原市立加茂中学校（加茂学園）